# Jérémy Bury
Jérémy Bury (* 13. Juni 1981 in Cambrai) ist ein französischer Karambolagespieler in der Disziplin Dreiband und Vizeweltmeister.

## Karriere
Bury begann im Alter von 8 Jahren mit dem Billardspiel. Seit seinem ersten nationalen Podiumsplatz mit 15 Jahren wuchsen seine spielerischen Fortschritte stetig. Seine Bemühungen gipfelten in der Bronzemedaille bei der Dreiband-Weltmeisterschaft im Jahr 2008. Als Mathematikstudent wurde er von seinem Professor vor die Entscheidung gestellt, sich entweder um sein Studium oder den Sport zu kümmern. Bury entschied sich für seinen Sport. Den Abschluss als Master der Mathematik holte er allerdings später nach.
Seit 2005 ist Bury ununterbrochen die französische Nummer 1 (Stand: Januar 2013), zwischenzeitlich rangierte er auf dem dritten Platz der Weltrangliste.

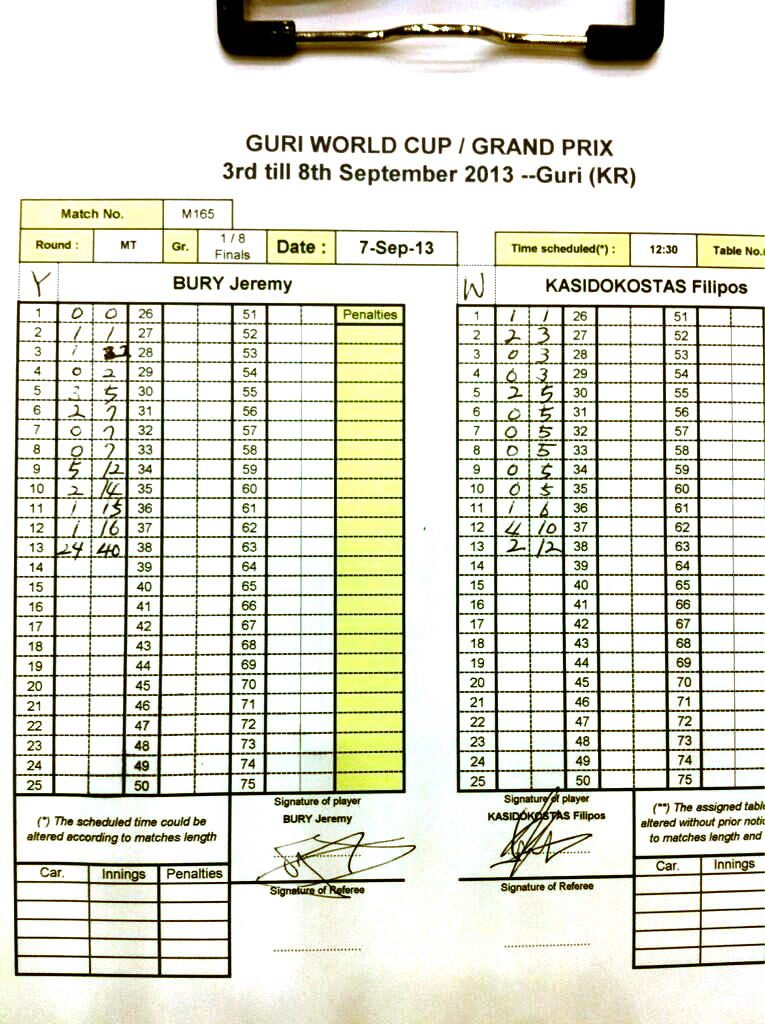
Partiezettel von Jérémy Burys Weltrekord von 24 Punkten in der HS (Achtelfinale gegen Filipos Kasidokostas) im koreanischen Guri beim 2. Dreiband-Weltcup 2013

Am 7. September 2013 brach er den erst am Anfang des Jahres von Dick Jaspers aufgestellten Weltrekord in der Höchstserie von 22 Punkten um zwei Punkte auf die neue Bestmarke von 24.
Am 6. August 2016 gewann er seinen ersten internationalen Titel bei den Verhoeven Open in New York. Im Finale schlug er den niederländischen Titelverteidiger Dick Jaspers mit 40:32 in 16 Aufnahmen. Nur vier Wochen später war Bury erneut erfolgreich und konnte, nach drei Silber- und sieben Bronzemedaillen, beim Weltcup in Guri seine erste Goldmedaille erringen. Im Finale gewann er gegen den Vietnamesen Trần Quyết Chiến 40:30 in 20 Aufnahmen. Danach lief es nicht so gut für ihn, bis zur Weltmeisterschaft 2018. Nachdem er in Kairo im Achtelfinale den belgischen Titelverteidiger Frédéric Caudron schlagen konnte, kam er bis ins Finale. Es hätte seine erste Goldmedaille und die erste nach Alfred Lagache 1937 für Frankreich werden können. Nach der regulären Partie gegen den Niederländer Dick Jaspers stand es Unentschieden. Im Penaltyschießen verlor er dann knapp mit 2:3 und wurde Vizeweltmeister.

## Erfolge

### Einzel
- Dreiband-Weltmeisterschaft:  2018   2008
- Dreiband-Weltcup (Einzelturnier):   2016/5  2011/5, 2013/1, 2016/2, 2019/6  2009/3, 2010/2/3/4, 2011/3, 2012/3, 2013/2, 2019/7, 2022/2, 2023/4
- Dreiband-Weltmeisterschaft der Junioren:  2002
- Dreiband-Europameisterschaft der Junioren:  1999
- Französische Masters:  2003, 2006, 2008, 2011  2010, 2012  2002, 2005, 2007
- Französische Meisterschaft:   22 ×   10 ×  6 ×
- Verhoeven Open:  2016
- Lausanne Billard Masters:  2021

### Mannschaft
- Coupe d’Europe (Europameisterschaft für Clubs):   8 × (2005–2012)
- Team-WM:   2004, 2009
- Team-EM:   2011  2009, 2020

### Rekorde
- Jüngster Dreiband-Masters-Champion in Frankreich 2003 (22 Jahre)
- HS-Rekord (Frankreich): 25
- BED-Rekord (Frankreich): 3,846 (50 Punkte in 13 Aufnahmen beim AGIPI Billard Masters im Februar 2011)
- GD-Rekord (Frankreich): 2,394 (AGIPI Billard Masters, Februar 2011)
- Weltrekord HS: 24 Dreiband-Weltcup 2013/2 in Guri

Quellen: 